# Akepa-gyapjasmadár
Az Akepa-gyapjasmadár (Loxops coccineus)  a madarak (Aves) osztályának verébalakúak (Passeriformes) rendjébe és a pintyfélék (Fringillidae) családjába tartozó faj.

## Előfordulása
Hawaii-szigetek területén honos. A természetes élőhelye szubtrópusi és trópusi hegyi esőerdők.

## Alfajai
- hawaii akepa {Loxops coccineus coccineus}
- maui akepa (Loxops coccineus ochraceus) - kihalt
- oahu-i akepa (loxops coccineus wolstenholmei) kihalt a 19. században.[2]

## Megjelenése
Testhossza 10 centiméter. Viselkedése alapján békés madár, tollazata barnás.

## Természetvédelmi helyzete
AZ IUCN Vörös Listáján jelenleg végveszélyben lévő státuszban van az élőhelyének irtása és a vadászata miatt. Legközelebbi rokona az akeke (loxops caeruleirostris) és ez a faj is veszélyeztetett.